# Andrzej Nowicki (lekarz)

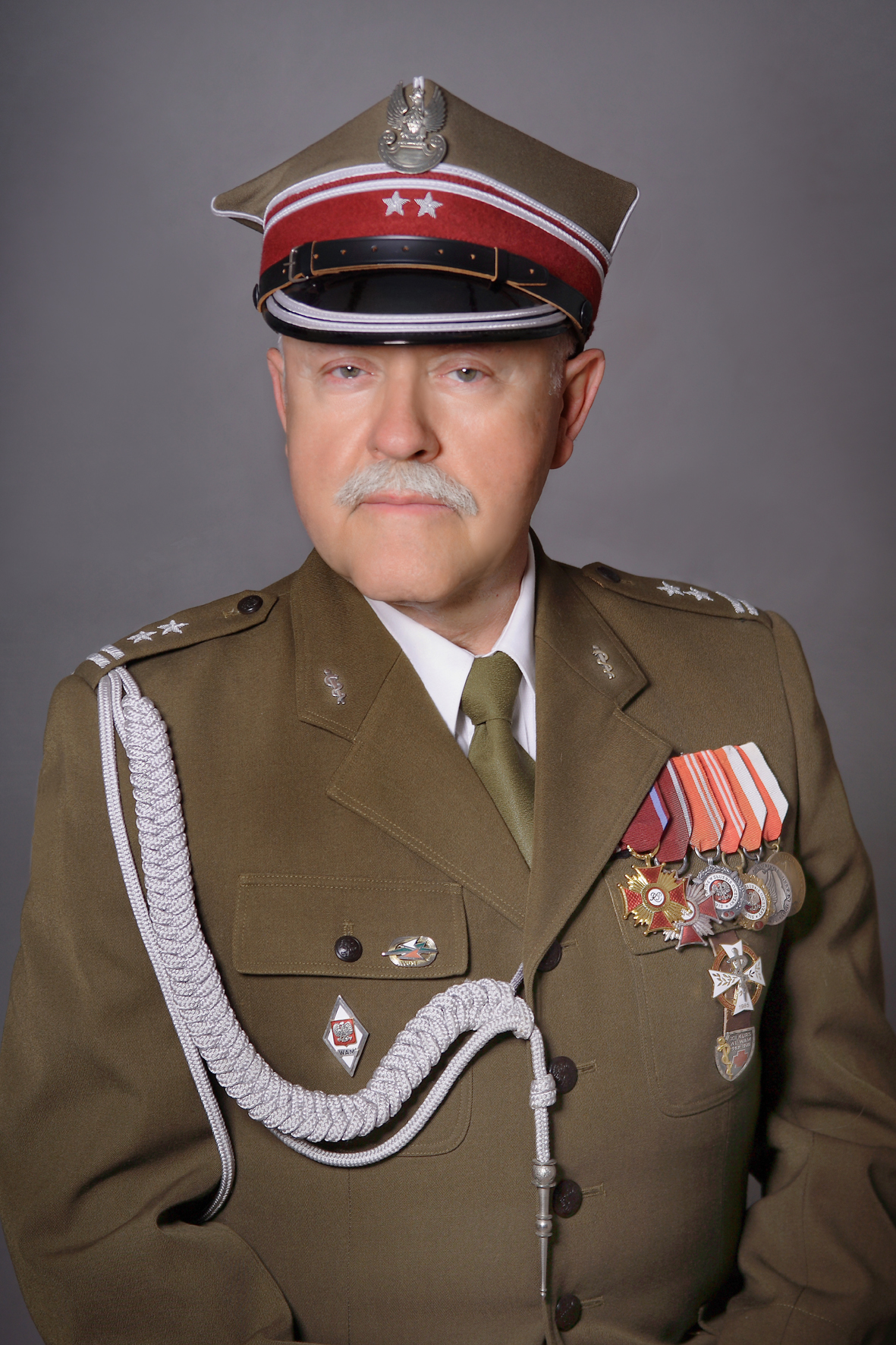
ppłk Wojska Polskiego w stanie spoczynku, Andrzej Nowicki

Andrzej Nowicki (ur. 6 listopada 1950 we Włocławku) – polski lekarz, specjalista chirurgii ogólnej i onkologicznej, prof. nadzw. doktor habilitowany medycyny, ppłk Wojska Polskiego w stanie spoczynku.

## Życiorys
Studiował na Wydziale Lekarskim Wojskowej Akademii Medycznej w Łodzi uzyskując w 1975 roku dyplom lekarza. W 1987 roku w Centrum Onkologii – Instytut Warszawa obronił rozprawę doktorską „Znaczenie rokownicze niedrożności mechanicznej u chorych z rakiem jelita grubego”. Jest specjalistą drugiego stopnia z chirurgii ogólnej, a także z chirurgii onkologicznej, specjalizacje te uzyskał w Centrum Onkologii w Warszawie (pierwszy specjalista z chirurgii onkologicznej w Wojsku Polskim).
W 1987 roku był organizatorem i kierownikiem pierwszej Okręgowej Poradni Onkologicznej 10 WSZK, a następnie ordynatorem Oddziału Chirurgii Onkologicznej RCO w Bydgoszczy. W 1995 roku przebywał w Szpitalu Uniwersyteckim w Calgary w Kanadzie jako wizytujący profesor.
W roku 1998 otrzymał stopień doktora habilitowanego na podstawie dorobku naukowego i rozprawy „Wykorzystanie lipopolisacharydów pałeczek okrężnicy w leczeniu nowotworów złośliwych. Badania doświadczalne i próby kliniczne” – WAM w Łodzi. Indywidualnym osiągnięciem było wykazanie, że makrofagi wytwarzane pod wpływem M-CSF nie pełnią funkcji przeciwnowotworowych, a pełnią rolę pro-nowotworową w regulacji wytwarzania włókien tkanki łącznej, stanowiącej podścielisko guzów oraz w regulacji wytwarzania naczyń krwionośnych odżywiających guz.
W 2003 roku został mianowany na stanowisko Kierownika Zakładu Pielęgniarstwa Onkologicznego Wydziału Nauk o Zdrowiu Akademii Medycznej w Bydgoszczy. W latach 2007–2019 był profesorem nadzwyczajnym Collegium Medicum UMK, a w latach 2019–2021 nauczycielem akademickim w Wyższej Szkole Nauk o Zdrowiu w Bydgoszczy.
Od 1993 roku prowadzi Indywidualną Specjalistyczną Praktykę Lekarską.

## Publikacje
Opublikował w czasopismach recenzowanych 120 prac (w 80% jest pierwszym autorem) w Scopus 51 dokumentów, 331 cytowań, h-index-10.

## Członkostwo w towarzystwach naukowych
Jest m.in. członkiem Towarzystwa Chirurgów Polskich, Towarzystwa Chirurgii Onkologicznej, Polskiego Towarzystwa Onkologicznego, Polskiego Towarzystwa Onkologii Klinicznej, Polskiego Klubu Koloproktologicznego.

## Odznaczenia, nagrody i wyróżnienia
W 1994 roku otrzymał indywidualną nagrodę Bydgoskiej Fundacji Onkologicznej za cykl prac nad aktywnością makrofagów w zwalczaniu nowotworów. W 2017 roku został przyznany mu przez Prezydenta RP Andrzej Dudę Złoty Krzyż Zasługi.